# Виктор Хара
Виктор Лидио Хара Мартинез (шп. Víctor Lidio Jara Martínez; 28. септембар 1932 — 16. септембар 1973) био је чилеански наставник, позоришни режисер, песник, кантаутор и политички активист. Славу је стекао као позоришни режисер, када се посветио развоју националне театарске сцене, користећи како локалну чилеанску традицију, тако и експерименталне драме Ен Џеликоу. Постао је познат и као музичар, односно члан покрета фолк музичара познатог као Нуева кансион чилена (Нова чилеанска музика), а који је велику популарност стекао након доласка социјалистичког председника Салвадора Аљендеа на власт. Након војног пуча 11. септембра 1973. су га као члана Комунистичке партије Чилеа пучистичке власти ухапсиле, потом подвргле мучењу и на крају ликвидирале. Његово трупло је касније бачено на улицу сиротињске четврти Сантијага. Као један од ретких музичара свог доба који је због политичког активизма био убијен, Хара је стекао репутацију мученика и симбола борбе за људска права и правду у Латинској Америци.

## Детињство и младост
Виктор Хара је рођен 1932. у Лонкену, недалеко од Сантјага, од сиромашних сељака Мануела Харе и Аманде Мартинез. Његов отац је био неписмен и терао је своју децу да раде од раних година како би помогли да породица преживи, уместо да похађају школу. Од своје 6. године, Хара је већ увелико радио. Његов отац није могао да издржава породицу као сељак, нити је био у могућности да нађе стални посао. Почео је да пије и постаје све насилнији. Његов однос са женом се погоршао, и он напушта породицу у потрази за послом, док је Виктор још увек био дете. Местик са дубоким Мапучи кореном у јужном Чилеу, мајка Аманда се образовала сама; свирала је гитару и клавир. Такође је наступала као певачица, са репертоаром традиционалне фолк музике које је изводила на локалним свадбама и сахранама.
Хара је имао 15 година када му је мајка преминула, остављајући га да сам бира свој пут. Почео је да студира за књиговођу, али је убрзо прешао на Богословију где је студирао за свештеника. После неколико година, разочарао се у цркву и напустио је Богословију. Затим је провео неколико година у војсци пре повратка у свој родни град да следи интересовање за фолк музику и позориште.

## Уметнички живот
Виктор је био под утицајем фолклора Чилеа и других латиноамеричких земаља, нарочито под утицајем уметника као што су Виолета Пара, Атаулапа Јупанки, и песником Паблом Нерудом. Виктор је фолклором почео да се бави средином педесетих година када је почео да пева са групом Cuncumen. Шестдесетих година специјализовао се за фолк музику када је почео да пева у групи Ангела Паре, La Peña de Los Parra. Кроз ове активности, Виктор је био веома укључен у покрет фолк музике Латинске Америке, Nueva Canción Chilena. Током овог периода потичу неке од најпознатијих песама као што су Plegaria a un Labrador и Recuerdo Amanda. Подржао је Салвадора Аљендеа за председника Чилеа извођењем концерата на председничким кампањама.

## Политички активизам
Као присталица Unidad Popular политичке партије, Виктор је јавно говорио у име Салвадора Аљендеа. Аљендеова кампања је била успешна, и 1970. изабран је за председника Чилеа.
Политичка десница Чилеа веровала је да је био удаљен од левице; подржани од стране САД, који су се противили Аљендеовој социјалистичкој политици, десница је организовала државни удар 11. семтембра 1973. уз помоћ чилеанске војске у којем је убијен Салвадор Аљенде. У тренутку државног удара, Виктор је био на путу ка Техничком факултету, на којем је био наставник. Те ноћи је спавао на факултету заједно са осталим наставницима и студентима.

## Смрт
Ујутру 12. септембра, Хара је као затвореник отет од стране војске, заједно са хиљадама другим који су сматрани осумђиченим, и затворен у чилеанском стадиону. Његово тело је касније бачено ван стадиона са осталим цивилним затовреницима који су убијени од стране чиленске војске.
Викторовој жени, Хоан Хари, је било дозвољено да дође и преузме његово тело након чека је потврдила физичка оштећења које је Виктор претрпео. Након мужевљеве сахране, Хоан је напустила земљу у тајности. Она тренутно живи у Чилеу и води Виктор Хара фондацију.
Пре своје смрти, Виктор је написао песму о стању затвореника на стадиону; песму је написао на папиру који је сакрио у ципели свога пријатеља. Песма никада није имала назив, али је позната као „Стадион Чиле“.

## Правна дејства
У јуну 2008, чилеански судија Хуан Едуардо Фуентес, поново је отворио истрагу поводом убиства Виктора Харе. Судија Фуентес је рекао да би испитао 40 нових доказа сакупљених од стране Викторове фамилије.
28. маја 2009, Хосе Адолфо Паредес Маркез, 54-годишњи бивши војни регрут, ухапшен је и осуђен за убиство Виктора Харе.
Након Маркезовог хапшења, 1. јуна 2009. полиција је открила име официра који је први пуцао Виктору у главу. Официр је играо руски рулет са Виктором, стављајући један метак у револвер и прислонивши цев на Викторовј глави, повукао је окидач. Официр је више пута повлачио окидач, након што је метак испалио и Виктор пао на земљу. Официр је затим наредио двојици регрута (један од њих је Маркез) да заврше посао, пуцајући у Викторово тело. Судија је наредио ексхумацију Викторовог гроба у циљу утврђивања више информација поводом његове смрти
Сахрана је одржана 3. децембра 2009. у културном центру Galpón Víctor Jara. Његови остаци су поново сахрањени на истом месту где је први пут сахрањен 1973. године.
28. децембра 2012. судија у Чилеу је наредио да се ухапсе осам бивших војних официра због умешаности у убиству Виктора Харе. Судија је издао међународни налог за хапшење једном од њих (Педро Бариентос Нуњез) оптуженом да је пуцао Виктору у главу током тортуре. Педро живи на Флориди, а америчке власти нису пристале на хапшење.
4. септембра 2013. Центар за правду и одговорност је поднео тужбу у Америци против Педра Нуњеза у уме Викторове жене и деце. Оптужница терети Педра за затварање, окрутност, нехуманост, злочин против човечности, мучење и убиство Виктора Харе. Жалба Наводи да је Педро одговоран за убиство Виктора Харе као непосредни извршилац, као и заповедник и индиректни сарадник у злочину на стадиону.